# Озонов слой
Озоновият слой е онази част от Земната атмосфера, която съдържа относително висока концентрация на озон (няколко милионни части). Известен е най-вече със свойството си да поглъща по-голямата част от ултравиолетовите лъчи, идващи към Земята от Космоса.
Открит е през 1913 г. от френските учени Шарл Фабри (Charles Fabry) и Анри Бюисон (Henri Buisson). Свойствата му са подробно изучени от британския метеоролог Гордън Добсън, който разработва прост спектрофотометър, позволяващ измерването от земята на озона в стратосферата. Между 1928 и 1958 г. Добсън изгражда световна мрежа от станции за наблюдаване на нивото на озона, която продължава да работи и до днес. Единицата на Добсън, използвана за измерване на количеството на озона във вертикална колона, е наречена в негова чест.

## Произход на озона в атмосферата
Фотохимичните механизми, предизвикали появата на озоновия слой, са открити от британския физик Сидни Чапмън през 1930 г. Озонът в земната атмосфера се създава от ултравиолетовите лъчи, които разцепват кислородни молекули, състоящи се от два атома кислород (O2), на отделни кислородни атоми (атомарен кислород); атомарният кислород след това се свързва с неразбити O2 молекули, създавайки озон (O3). Озоновата молекула също е нестабилна (въпреки че в стратосферата може да издържи дълго време) и когато е ударена от ултравиолетовите лъчи, се разцепва на кислороден атом и обикновена двуатомна молекула. Така се получава кръгов процес, наречен озоно-кислороден цикъл, резултат от който е слой с повишено съдържание на кислород в стратосферата – онази част от атмосферата, намираща се на височина 10 – 50 km над земната повърхност. Около 90% от озона в земната атмосфера се съдържа в стратосферата. Най-голяма е концентрацията на озон на височина между 15 и 40 km, където тя се изменя между 2 и 8 части на милион. Ако целият озон в атмосферата се сгъсти до въздушното налягане на морското ниво, той ще образува слой, дебел само 3 mm.
Десет процента от озона в атмосферата се съдържат в тропосферата – най-ниската част от атмосферата. Тропосферният озон идва от два източника: част от него се спуска от стратосферата, останалата част се произвежда на място в различни количества чрез различни механизми.

## Ултравиолетовата светлина и озонът
Въпреки че съдържанието на озон в атмосферата е много малко, то е от съдбоносно значение за живота на Земята, защото поглъща биологично вредното ултравиолетово излъчване на Слънцето. Ултравиолетовата светлина е разделена на три вида, в зависимост от своята дължина на вълната – UV-a, UV-b и UV-c. Тип UV-c, която е изключително вредна за хората, се поглъща от озоновия слой на височина от около 35 km.
Тип UV-b може да бъде вредна за кожата и е главната причина за слънчевите изгаряния; прекомерното излагане на този вид светлина може да причини и генетични щети, предизвиквайки редица проблеми, сред които и рак на кожата. Озоновият слой е много ефективен в поглъщането на ултравиолетова светлина от този тип – за излъчване с дължина на вълната от 250 nm интензивността при земната повърхност е 350 милиона пъти по-слаба, отколкото в горните слоеве на атмосферата. Въпреки това, определено количество преминава през цялата атмосфера, което се отнася и за почти цялото количество ултравиолетова светлина тип UV-a. Тя обаче е значително по-безвредна, въпреки че също е потенциален причинител на генетични щети.

## Опити за регулация
В атмосферата се съдържат вещества, които разграждат озона, както естествено създавани в природата, така и появили се в резултат от човешката дейност. Намаляването на изхвърлянето на най-разпространения клас от тези химични вещества – хлорофлуоровъглероди, започва с приемането на Монреалския протокол за защита на озоновия слой на 16 септември 1987 г., който протокол е част от Виенската конвенция от 1988 г. Преди обаче да започне разграждането на вредните вещества, трябва да мине определен период от време, за да се забележат резултатите. Майкъл Нючърч, специалист по химичен състав на атмосферата в Алабамския университет в Хънтсвил, коментира обаче, че положителният резултат е наблюдаван само в горните слоеве на атмосферата, където са съсредоточени по-малко от 20% от озона. Той подчертава, че има забавяне на разрушаването на озоновия слой, но не е забелязан какъвто и да било процес на възстановяване, и ще изминат 40 – 50 години, преди той да се възстанови до нивото, когато започна неговото разрушаване.
Въпреки това Нючърч и редица независими инспектори отбелязват, че това откритие е повратен момент по пътя на възстановяването на вредите, нанесени от човека на атмосферата.
Появата на убедителни доказателства за ползата на наложената забрана говори, че е важно да се наложат мерки за дълготрайната защита на околната среда, заявява Марио Молина, експерт по озона в Масачузетския технологичен институт. През 1995 г. Молина получава Нобелова награда за това, че 29 години по-рано е предвидил опасността, която представляват хлорофлуоровъглеродите за атмосферата.
Резултатите са потвърдени и от два независими уреда, монтирани на орбитални спътници на НАСА. Анализирайки данните от спътника, получени през последните 20 години, учените достигнат до извода, че в най-високата част на атмосферата през 1997 г. е започнало забавяне на процеса на разрушаване на озона и едновременно с това се е забавило и образуването на вредния хлор.